# Флаг Прионежского района
Флаг Прионежского района — официальный конвенциональный (условный) опознавательно-правовой знак, являющийся символом наряду с гербом Прионежского муниципального образования Республики Карелия Российской Федерации.
Утверждён решением Совета Прионежского муниципального района № 3 от 24 декабря 2019 года. Флаг зарегистрирован в Государственном геральдическом регистре РФ под № 12674.

## Описание
Прямоугольное полотнище с отношением ширины флага к длине - 2:3, воспроизводящее композицию герба Прионежского муниципального района в зеленом, желтом, синем и красньм цветах.

Флаг повторяет символику и композицию герба района.

## Обоснование символики
Поле четырежды пересечённом зеленью и золотом, напоминает о историческом Петрозаводском уезде.
Уезд образован именным указом Екатерины II от 24 августа (4 сентября) 1776 года и первоначально вошёл в состав Олонецкой области Новгородского наместничества (образованы этим же указом). Город Петрозаводск окружён территорией Прионежского района (по этой причине на гербе — стенозубчатая лазоревая (синяя) кайма).
Название района символизирует лазоревая финифть, ведь название района восходит к названию Онежского озера, часть побережья которого относится к территории района. Чёрный медведь — характерный символ карельских земель и даже в старину — земель новгородских к погостам которого тогда относилась территория современного Прионежского района. Статусная корона символизирует район, как муниципальный район.
Применённые в гербе (флаге) цвета в геральдике обозначают:
— Золото (жёлтый) — символ постоянства, прочности, силы, великодушия, интеллекта, солнечного света, урожая;
— Зелень (зелёный) — символ радости, жизни, изобилия, возрождения, природы и плодородия, а также юности;
— Червлень (красный) — символ труда, жизнеутверждающей силы, мужества, самоотверженности, праздника, красоты, солнца и тепла;
— Лазурь (синий, голубой) — символ красоты, любви, мира, возвышенных устремлений;
— Чернь (чёрный) — символ благоразумия, мудрости, скромности, честности, древности и вечности бытия. 
Флаг разработан авторским коллективом в составе: Башкиров Константин Сергеевич, Карпунина Виктория Валерьевна, Штейнбах Светлана Юрьевна.